# Blatná hráz
Blatná hráz je přírodní rezervace poblíž obce Cidlina v okrese Třebíč v nadmořské výšce 576–614 metrů. Oblast spravuje Krajský úřad Kraje Vysočina. 
Důvodem ochrany je údolní niva kolem přirozeně meandrujícího Šebkovického potoka se zbytky potočních olšin uprostřed monokultur smrku. Jedno z posledních nalezišť bledule jarní na okrese Třebíč.

## Popis a historie
Celé území bylo součástí komplexu lesů, západní část však byla zřejmě využívána jako louka k zemědělským účelům, louka je však silně podmáčená a tak od zemědělského užití bylo časem zřejmě upuštěno a louka zarostla nálety olše. Území je v podobě úzkého pruhu v nivě Šebkovického potoka.
V roce 1998 byl připraven plán péče a v roce 2002 bylo území vyhlášeno. Již od pozorování v osmdesátých letech bylo objeveno, že nálety smrku poškozují populaci bledule, smrky postupně zastiňovaly plochy s bledulemi. V devadesátých letech se v západní části území objevily oplocenky, které území chránily před přerýváním divokými prasaty, které tak ohrožovali populaci bledule jarní, v roce 1999 a 2001 byly postupně vyřezávány nálety smrku. Oplocenky byly po přibližně 10 letech odstraněny, neboť v nich nebylo možné spásat keře a ty se časem rozrostly a oplocenky ani neprospěly rozrývání území.
Později z důvodu kůrovcové kalamity téměř zmizely smrky a to i po okrajích území a tak téměř neexistuje terénní vymezení.

## Flóra
Téměř po celém území se objevuje hojně bledule jarní, ta je i hlavním předmětem ochrany, spolu s údolní nivou. 
V prostoru rezervace se objevují typicky vyvinutý fytocenózy přípotočních olšin s občasnými jedinci smrku. V podrostu se objevuje kapradina rozložená (Dryopteris dilatata), řeřišnice hořká (Cardamine amara) a pryskyřník plazivý (Ranunculus repens) v bahnitých plochách, ostřice řídkoklasá (Carex remota) a ostřice prodloužená (Carex elongata), mokrýš střídavolistý (Chrysosplenium alternifolium), devětsil bílý (Petasites albus), škarda bahenní (Crepis paludosa) nebo vrbina obecná (Lysimachia vulgaris). Občasně se v podrostu objevují i sasanka hajní (Anemonoides nemorosa), prvosenka jarní (Primula veris), kozlík dvoudomý (Valeriana dioica), kozlík výběžkatý (Valeriana excelsa), zběhovec plazivý (Ajuga reptans), pitulník horský (Galeobdolon montanum), děhel lesní (Angelica sylvestris), krabilice chlupatá (Chaerophyllum hirsutum) nebo ptačinec hajní (Stellaria nemorum). Objevují se i keře krušiny olšové (Frangula alnus) nebo kaliny obecné (Viburnum opulus).

## Fauna
Do konce roku 2024 nebyl znám žádný průzkum fauny, ale v roce 2020 při sestavování plánu péče byly pozorovány druhy ptáků, jako např. strakapoud prostřední (Dendrocopos medius), brhlík lesní (Sitta europaea), holub doupňák (Columba oenas) a krkavec velký (Corvus corax).

## Geologie
Geomorfologicky spadá Blatná hráz pod Brtnickou vrchovinu, v podloží se nachází prekambircké metamorfované horniny, primárně pararuly s pruhy kvarcitů. Úpatí kopce Maková je překryto hlinitokamenitými sedimenty. Niva potoka je tvořena fluviálními písčitohlinitými sedimenty.